# Голоднюк Володимир Васильович
Володимир Васильович Голоднюк (нар. 30 січня 1969, м. Збараж) — український громадський діяч, волонтер. Активіст і координатор громадської організації «Штаб Національного Спротиву Збаразького району». Батько Героя України Устима Голоднюка.

## Життєпис

### Освіта і робота
У 1976—1986 навчався у Збаразькій ЗОШ № 1. У 1987—1989 — служба в армії у м. Альтес-Лагер (Німеччина).
У 1994 закінчив Вінницький державний педагогічний інститут (нині — університет), за фахом — вчитель початкової військової підготовки та фізкультури. В інституті став активним членом студентської спілки.
У 1990 — учасник Революції на граніті. В 1992 перевівся на індивідуальну форму навчання і пішов працювати у Збаразьку ЗОШ № 1 вчителем фізкультури, вів секцію рукопашного бою.
У 1994—2008 — служба в органах МВС. Перебував на різних керівних та оперативних посадах до виходу на пенсію.

### На Майдані
Учасник Євромайдану, кілька разів був у Києві, зокрема, під час протистоянь 19–20 лютого 2014 року. Приїздив на Майдан, щоб підтримати сина Устима. Останній раз 19 лютого приїхав з метою забрати його додому, або хоч помінятися місцями. Устим на це не пішов і Володимир залишився з ним. Останній раз розмовляв з ним по телефону о 9 год 25 хв. Дізнався, що він біля Жовтневого палацу, а сам у той час був на барикаді на вулиці Інститутській під мостом, побіг до нього, але не судилось зустрітись. Знайшов його вже в готелі «Україна».

### Волонтерство
З початку подій на сході України вирішив, що якщо не врятував сина, то буде допомагати іншим синам.
Активіст і координатор громадської організації «Штаб Національного Спротиву Збаразького району».

## Відзнаки
- Орден «За заслуги» III ст. (17 лютого 2017) — за громадянську мужність, самовіддане відстоювання конституційних засад демократії, прав і свобод людини, виявлені під час Революції Гідності, активну громадську та волонтерську діяльність[1]
- Медаль «За жертовність і любов до України» Патріарха Київського і всієї Руси-України Філарета[2]
- Орден «За волонтерську діяльність» (№ 002) громадської організації «Спілка бійців та волонтерів АТО „Сила України“»[3]
- Орден «Народний Герой України» (2015)[4]